# Propedeutyka
Propedeutyka (gr. προπαίδευσις, propaídeusis, pl. „edukacja wstępna”) – utwór filozoficzny, teologiczny lub naukowy stanowiący wstęp i wprowadzenie w określoną dziedzinę wiedzy. 
W chrześcijaństwie mianem propedeutyki określane są traktaty lub katechezy wprowadzające odbiorcę w kerygmat, czyli wykład podstawowych prawd wiary. Współczesnym przykładem takiego dzieła jest Wprowadzenie w chrześcijaństwo Josepha Ratzingera. 
W medycynie propedeutyką nazywa się zwyczajowo podstawowe rozpoznanie stanu zdrowia pacjenta, będące wprowadzeniem do właściwego leczenia. 